# أدولف غاسر
أدولف غاسر  (و. 1903 – 1985 م) هو مؤرخ، وسياسي، وأستاذ جامعي سويسري، ولد في برجدورف، توفي في بازل، عن عمر يناهز 82 عاماً.